# Свети Климент Охридски (Пловдив)
Вижте пояснителната страница за други значения на Климент Охридски.
Храмът „Свети Климент Охридски“ е източноправославна църква, която се намира в парк „Ружа“ в квартал „Христо Смирненски“ на град в Пловдив. Това е първият храм на територията на район Западен.

## История
Подготовката за изграждане на храм в район Западен започва през 1992 г. по идея на Граждански инициативен комитет и кметството на района и с благословението на тогавашния Пловдивски митрополит Арсений.
През 2004 г. Общинският съвет на града дава на Пловдивската митрополия безвъзмездно право на строеж върху терен от 1600 кв. м. в парк „Ружа“ за сградата и зелена площ около нея. Строителството на църквата започва на 12 декември 2006 г. в присъствието на Георги Гергов и съпругата му Вили Гергова, основни ктитори на бъдещия храм. Средства за градежа са дарили и над 50 миряни.
Частица от светите мощи на свети Климент Охридски, дар от Македонската православна църква, са положена в специално ковчеже пред светия олтар на храма. Храмът е осветен на 25 ноември 2008 г. с богослужение, на което присъстват гости от Македония, Гърция и Румъния и участва Дебърско-Кичевският митрополит Тимотей, владиката на Охрид.
Храмов празник – 25 ноември.

## Характеристики
Архитектурата на храма е кръстокуполна с височина 11 м на площ от 290 кв. м, с дърворезбован иконостас и архиерейски трон, дело на родопски майстори резбари. Подът е покрит с мрамор, доставен от Италия. Камбаните в 14-метровата камбанария се управляват електронно. Храмът е оборудван с климатична инсталация, система за отвеждане на дима от свещите. В основите на църквата е зазидано послание към бъдещите поколения, в което е вписано пожелание: „За здравето на българския православен народ“.